# William Lewis (schaker)

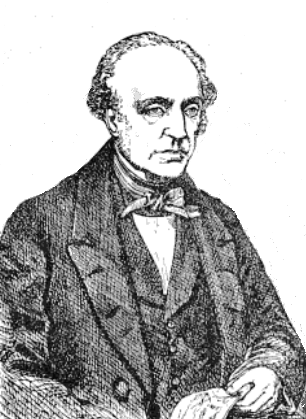
William Lewis

William Lewis (Birmingham, 1787–1870) was een Engelse schaakspeler en auteur. Het Lewis-tegengambiet is door hem in 1834 bedacht.

## Schaakcarrière
William Lewis leerde het schaken van Sarratt (1772-1819), een van de topschakers in Engeland in die tijd.
Lewis was rond 1819 een van de operatoren van de Turk, een zogenaamde schaakmachine.
Met Sarratts overlijden in 1821 werd William Lewis de nieuwe de facto leidende schaker van Engeland. Datzelfde jaar ging hij met John Cochrane (1798-1878) naar Parijs, om krachtsverschillen met de Franse top te meten. Hij speelde onder meer een kleine wedstrijd met Deschapelles (1780-1847). Lewis won (+1 =2), met dien verstande dat Deschapelles met de handicap van een pion en de voorzet speelde.
Tijdens een bezoek van Bourdonnais (1795-1840) aan Engeland in 1825, speelde Lewis zo'n 70 partijen met hem. Een kleine wedstrijd die daaronder viel verloor Lewis (+2-5).
Ondanks niet noemenswaardige prestaties op het bord kreeg Lewis een reputatie welke hij vanaf dat jaar in stand hield door het weigeren van wedstrijden op basis van gelijkwaardige voorwaarden.
In 1825 zette hij een schaakclub op waar hij ook lesgaf. George Walker (1803-1879) en Alexander McDonnell (1798-1835) waren twee van zijn studenten die later gerenommeerde schakers zouden worden. De club werd in 1827 weer opgeheven.
Lewis bedacht het "Lewis-tegengambiet" in 1834 als een agressieve verdediging tegen de Philidor-variatie van de loperspelopening – een populaire opening in zijn tijd. Hoe gedegen ook, het Lewis-tegengambiet zou nooit aan populariteit winnen omdat in dezelfde tijd andere en simpelere verdedigingstechnieken ontwikkeld werden.
Zijn laatste noemenswaardige activiteit op het schaakfront was in 1858 toen hij een van de organisatoren was van de Morphy-Löwenthal-wedstrijd.